# Lípa v Nuzerově
Lípa v Nuzerově byl památný strom v obci Nuzerov jihozápadně od Sušice. Lípa malolistá (Tilia platyphyllos Scop.) rostla jako solitér  na konci obce u čp. 16 vedle místní komunikace. Stáří stromu bylo odhadnuto na 100–150 let, výška stromu byla 31 m, šířka 16 m, obvod kmene 385 cm (měřeno 2000). Zdravotní stav stromu byl dobrý. V úžlabí ve výšce asi 1,5 m byly zjištěny plodnice šupinovky kostrbaté. Lípa byla chráněna od 29. listopadu 2001 jako krajinná dominanta.
Po bouřce 13. července 2002 byla lípa úplně zničena a zbylo pouze torzo kmene. Z tohoto důvodu bylo 14. srpna 2002 rozhodnuto o zrušení ochrany.

## Památné stromy v okolí
- Krušecká lipová alej
- Lípa v Nuzerově (2)